# Средор
Средор (серб. Средор) — населённый пункт в общине Власотинце Ябланичского округа Сербии.

## Население
Согласно переписи населения 2002 года, в селе проживало 260 человек (все сербы).
| Численность населения | Численность населения | Численность населения | Численность населения | Численность населения | Численность населения | Численность населения | Численность населения |
| 1948                  | 1953                  | 1961                  | 1971                  | 1981                  | 1991                  | 2002                  | 2011                  |
| --------------------- | --------------------- | --------------------- | --------------------- | --------------------- | --------------------- | --------------------- | --------------------- |
| 406                   | 422                   | 423                   | 372                   | 337                   | 317                   | 260                   | 201                   |

## Религия
Согласно церковно-административному делению Сербской православной церкви, село относится к Конопницкому приходу Власотиначского архиерейского наместничества Нишской епархии.